# هاري إيرل
هاري إيرل (بالإنجليزية: Harry Earle)‏ (23 نوفمبر 1868 في المملكة المتحدة - 1951) هو لاعب كرة قدم بريطاني (وحمل سابقاً جنسية المملكة المتحدة لبريطانيا العظمى وأيرلندا) في مركز قلب الدفاع. لعب مع نوتينغهام فورست.